# Bo Ramfors
Bo Carl Einar Ramfors, född den 2 juni 1936 i Engelbrekts församling, Stockholms stad, död den 24 juli 2023, var en svensk företagsledare och kabinettskammarherre. Han var son till Arthur Ramfors.

## Biografi
Ramfors avlade reservofficersexamen i flottan 1959 och juris kandidatexamen vid Lunds universitet 1964. Han var anställd vid Hambros bank i London 1966–1976 (direktör och styrelseledamot där 1972–1976), finansdirektör i Statsföretag 1976–1978, vice verkställande direktör där 1978–1980, vice verkställande direktör vid Skandinaviska Enskilda Banken i Malmö 1980–1983, vice verkställande direktör i Göteborg 1983–1984 och verkställande direktör där 1985–1989. Han ingick 1985–1992 i företagsledningen i Skandinaviska Enskilda Banken, varav tre år (1989–1992) som koncernchef. Ramfors blev kabinettskammarherre vid Kungliga hovstaterna 1998.